# جنگل ملی سن ایزابل
جنگل ملی سن ایزابل (به انگلیسی: San Isabel National Forest) یک جنگل ملی در آمریکا است.
مساحت این جنگل ۴۵۳۳ کیلومتر مربع است و در ایالت کلرادو گسترده است.
این جنگل مشترکاً با جنگل ملی پایک اداره میشود.